# F1 2009
F1 2009 ist eine vom britischen Unternehmen Sumo Digital entwickelte Rennsimulation aus dem Jahr 2009. Es ist das erste aus der Formel-1-Reihe von Codemasters.

## Spielprinzip
F1 2009 simuliert die komplette Formel-1-Weltmeisterschaft 2009. Der Spieler wählt zu Beginn seiner Karriere seinen Namen, Nationalität und einen Helm aus. Danach absolviert man eine oder mehrere Testsessions bei verschiedenen Teams (BMW-Sauber auf dem Nürburgring oder Toro Rosso in Monza vor der ersten Saison), je nach Leistung des Fahrers erhält man Angebote von kleineren oder größeren Teams. Insgesamt kann man in der Karriere maximal drei volle Saisons bestreiten.
Der Spieler kann durch Erfolge mehrere Gegenstände wie Helmdesgins oder Siegerpokale freischalten.

### Spielmodi
Folgende Spielmodi sind enthalten:
Einzelspieler:
- Schnelles Rennen
- Grand-Prix-Wochenende
- Training
- Qualifying
- Championship
- Karriere
- Zeitfahren
- Szenario und diverse weitere Modi wie Challenges usw.

Mehrspieler:
- Rennen
- Mehrspieler-WM
- Challenges

Online-Rennen sind nicht möglich.

## Steuerung
Während man auf der Playstation Portable nur die Tastenbelegung ändern kann, wird auf den iOS-Geräten via Touchscreen und kippen des Gerätes gesteuert. Die Wii-Version bietet mehr Einstellungsmöglichkeiten:
- Wii-Fernbedienung quer gehalten (Package Spiel + Lenkrad optional erhältlich)[3]
- Wii-Fernbedienung mit Nunchuk
- Wii Classic Controller
- Logitech Speed Force Wireless-Lenkrad[4][5]

## Versionen
Ursprünglich exklusiv für PSP und Wii, erschien es am 14. Dezember 2009 auch für iOS. Diese Version bietet allerdings nur Zeitfahren als Spielmodi.

## Rezeption
Das Spiel wurde von der Fachpresse recht positiv aufgenommen und erhielt mittelmäßige bis überdurchschnittliche Kritiken.